# 恒良親王
恒良親王（つねよししんのう）は、後醍醐天皇の皇子・皇太子。母は後醍醐の寵姫阿野廉子。成良親王、義良親王（後村上天皇）の同母兄。日本最後の伊勢神宮斎宮祥子内親王の同母弟。後醍醐天皇と足利尊氏との内戦の中で、一時的に天皇となる。

## 経歴
鎌倉時代後期の正中2年（1325年）、後醍醐天皇と側室の阿野廉子との間に誕生。生年については、『元弘日記裏書』は立太子時（1334年）に数え13歳としており、これを逆算すると元亨2年（1322年）の生まれとなる。しかし、後述するように元弘の乱2年目（1332年）に数え10歳未満であると思われるから、『元弘日記裏書』の記述は信用できない。『増鏡』「久米のさら山」と『太平記』巻第4では、恒良と思しき皇子が「八歳に成せ給ひける宮」として登場し、これを逆算すると正中2年（1325年）となるが、日本史研究者の森茂暁は、この生年が妥当なところであろうとしている。
元弘元年（1331年）に後醍醐天皇と鎌倉幕府との戦い元弘の乱が始まるが、後醍醐は笠置山の戦いで敗れ、後醍醐および尊良親王ら深く関与した皇子は翌年3月に隠岐島に流された。その他の皇子で10歳以上のものは城外へ移された。一方、後醍醐の皇子でも10歳以下のものたちは、しかるべき人々の預かりの身となり（『花園天皇宸記』）、恒良は西園寺公宗に預けられた。
幕府が滅亡し建武の新政が始まると、阿野廉子が産んだ皇子の中で最年長だった恒良は建武元年（1334年）に皇太子に指名される。
足利尊氏と後醍醐天皇の戦いが発生し（建武の乱）、尊氏が建武3年（1336年）の湊川の戦いに勝利して京都へ迫った。
その後、異母兄の尊良親王とともに新田義貞・義顕父子に奉じられて北陸統治を名目に越前国金ヶ崎城（福井県敦賀市）に下向する。
北陸での恒良は各地の武将に綸旨（天皇の命令書）を発給しており、自らを天皇と認識していたことが知られる（北陸朝廷）。しかし、後に京を脱出した後醍醐が吉野で南朝を開いた事により、恒良の皇位は無意味となり、恒良は現在歴代天皇には数えられていない。
翌年、足利方の高師泰・斯波高経率いる軍勢により落城する（金ヶ崎の戦い）と、義貞は脱出するが、尊良・義顕は自害した。
『太平記』によれば、恒良は捕らえられ京都へ護送され、弟の成良親王らとともに花山院第に幽閉され、延元3年/建武5年4月13日（1338年5月3日）、共に毒殺されたと伝えられる。しかし、成良親王については、『師守記』にて康永3年1月6日（1344年1月21日）に「後醍醐院皇子先坊」が薨去したとの記録があり、これが成良親王を指すと考えられる。したがって、少なくとも成良についてはほぼ確実に誤りである。恒良親王についても、『太平記』が正しいのかどうか、確たる証拠はない。
森によれば、興国7年/貞和2年（1346年）ごろまでは、恒良が北陸で生き延びていたか、あるいは少なくともその威光はまだ残っていた可能性はあるのではないかという。その理由として、「白鹿」という私年号が用いられた文書があり（白鹿二年卯月二十日付得江九郎（頼員）軍忠状、前田育徳会尊経閣文庫所蔵）、私年号を用いるだけの権威を持った人物が北陸にいたことを示している。
龍安寺所蔵『太平記』西源院本の巻25奥書には「京方貞和元年乙酉、南方白鹿元年と号す」とあり、白鹿元年は貞和元年（1345年）であることがわかる。恒良と白鹿年号を関連付ける確証はないものの、恒良と新田義貞の北陸王朝構想がこの時期にある程度は実を結んだという可能性はあるのではないか、という。

## 『太平記』
軍記物語『太平記』では、比叡山に逃れていた恒良は後醍醐天皇から皇位と三種の神器を譲られたと物語られている。しかし、三種の神器の譲渡と、皇位の受禅を直接語る文献は『太平記』しか存在しない。より確度の高い『神皇正統記』や『建武三年以来記』でも、受禅については触れられていない。歴史上としては、『白河証古文書』により、恒良が自身を新帝と認識し、綸旨の形式の文書を発給していた、というところまでしかわからない。